# Semidi Islands
Die Semidi Islands sind eine Inselgruppe vor der Küste von Alaska südwestlich von Kodiak Island, ungefähr in der Mitte zwischen der Alaska-Halbinsel und der Tschirikow-Insel. Die Inselgruppe wird vom Kodiak Island Borough verwaltet. Die größten Inseln der Gruppe sind Aghiyuk Island (12,25 km²) und Chowiet Island (13,82 km²). Die unbewohnte Inselgruppe hat eine gesamte Landfläche von 30,178 km². Die Semidi Islands gehören zum Alaska Maritime National Wildlife Refuge.

## Vogelwelt
Auf den Vogelfelsen der Semidi Islands brüten zahlreiche Seevögel, darunter Trottellummen und Hornlunde. Forscher fanden heraus, dass während einer Hitzewelle im Nordostpazifik mit 2,5–3 °C erhöhten Wassertemperaturen, die von Ende 2014 bis 2016 andauerte, die Trottellummen-Population stark zurückging.

## Inseln der Semidi Islands
- Aghik Island (⊙ 0,24 km²)
- Aghiyuk Island (⊙ 12,25 km²)
- Aliksemit Island (⊙ 0,20 km²)
- Anowik Island (⊙ 1,46 km²)
- Chowiet Island (⊙ 13,82 km²)
- Kateekuk Island (⊙ 0,85 km²)
- Kiliktagik Island (⊙ 0,91 km²)
- South Island (⊙ 0,017 km²)
- Suklik Island (⊙ 0,26 km²)